# Gauss (nave)
La Gauss era una nave utilizzata durante la spedizione Gauss diretta verso l'Antartide (1901 - 1903), organizzata da Erich Dagobert von Drygalski, veterano Artico e professore di geologia.